# Aldo Parecchini
Aldo Parecchini (Nave, 21 december 1950) is een Italiaans voormalig wielrenner. Hij was prof van 1973 tot en met 1980 en reed in zijn carrière uitsluitend voor Italiaanse ploegen. Zijn belangrijkste overwinning was een etappe in de Ronde van Frankrijk.
In 1972 nam hij namens Italië deel aan de individuele wegwedstrijd op de Olympische Spelen in München.

## Belangrijkste overwinningen
1970
- Italiaans kampioen op de weg (amateurs)

1971
- Italiaans kampioen op de weg (amateurs)
- Targa Crocifisso

1972
- Trofeo Auro Boreri (Milaan-Busseto)

1976
- 6e etappe Ronde van Frankrijk

1978
- 2e etappe Ronde van Puglia

## Resultaten in voornaamste wedstrijden
| Jaar | Ronde van Italië | Ronde van Frankrijk | Ronde van Spanje |
| ---- | ---------------- | ------------------- | ---------------- |
| 1973 |                  |                     |                  |
| 1974 |                  | 97e                 |                  |
| 1976 |                  | opgave (1)          |                  |
| 1977 |                  |                     |                  |
| 1979 | 71e              |                     |                  |

| Jaar | Milaan-San Remo | Ronde van Vlaanderen |
| ---- | --------------- | -------------------- |
| 1973 | 7e              |                      |
| 1974 | 24e             | 54e                  |
| 1976 | 17e             |                      |
| 1977 | 78e             |                      |
| 1979 | 95e             |                      |